# Shotwell
Shotwell — компьютерная программа для организации каталога фотоизображений и видеофайлов.
Shotwell является свободным программным обеспечением для Linux и других UNIX-подобных операционных систем. Работает в графическом окружении GTK+.

## История
Эта программа стала входить в состав нескольких, основанных на среде рабочего стола GNOME, дистрибутивов Linux, включая Fedora (начиная с версии 13) и Ubuntu (в релизе 10.10 Maverick Meerkat), вместо ранее использовавшегося аналогичного приложения F-Spot.

## Особенности
Shotwell может импортировать фотографии и видео непосредственно с цифровой камеры. Файлы автоматически группируются согласно дате их создания и EXIF-данных, а также пользовательских меток (тегов). Функции редактирования изображений включают в себя: поворот на 90°, кадрирование, устранение эффекта красных глаз, регулировку выдержки (экспозиции), насыщенности, оттенка (тона), цветовой температуры (баланса белого цвета), подсветку теней (освещение), автоматическое улучшение внешнего вида фото. Программа позволяет пользователям публиковать свои изображения и видео на сайтах Яндекс.Фотки, Flickr, Picasa Web Albums, Facebook, Piwigo и YouTube.

## Основные зависимости
- Vala — язык программирования, необходим при компиляции программы.
- GTK+ — графический интерфейс.
- Libgphoto2 — импорт фотографий с камеры.
- LibRaw — работа с Raw-снимками.
- WebKit — браузерный движок.
- Libgexiv2 — работа с EXIF-данными.
- Libgee — библиотеки GObject.
- Libunique.